# Silke Pielen
Silke Pielen   (Nordhorn, 29 d'agost de 1955), de casada Rogatko, és una nedadora alemanya, ja retirada, especialista en esquena, que va competir sota bandera de la República Federal Alemanya durant la dècada de 1970.
El 1972 va prendre part en els Jocs Olímpics d'Estiu de Múnic, on va disputar dues proves del programa de natació. Fent equip amb Gudrun Beckmann, Vreni Eberle i Heidemarie Reineck guanyà la medalla de bronze en els 4x100 metres estils, mentre en els 100 metres esquena fou vuitena.
El 1971 i 1972 guanyà el campionat de la RFA dels 100 metres esquena.